# Cryobdella ljadovi
Cryobdella ljadovi is een ringworm uit de familie van de Piscicolidae. De wetenschappelijke naam van de soort is voor het eerst geldig gepubliceerd in 1994 door Epshtein & Utevsky.